# Campionati del mondo di atletica leggera 2023 - 400 metri piani maschili
La specialità dei 400 metri piani maschili dei campionati del mondo di atletica leggera 2023 si è svolta tra il 20 e il 24 agosto al Centro nazionale di atletica leggera di Budapest, in Ungheria.

## Podio
| Pos.    | Atleta               | Nazionalità | Tempo |
| ------- | -------------------- | ----------- | ----- |
| Oro     | Antonio Watson       | Giamaica    | 44"22 |
| Argento | Matthew Hudson-Smith | Regno Unito | 44"31 |
| Bronzo  | Quincy Hall          | Stati Uniti | 44"37 |

## Situazione pre-gara

### Record
Prima di questa competizione, il record del mondo (RM) e il record dei campionati (RC) erano i seguenti.
| Record                | Prestazione | Atleta                      | Data                                   | Competizione   |
| --------------------- | ----------- | --------------------------- | -------------------------------------- | -------------- |
| Record mondiale       | 43"03       | Wayde van Niekerk Sudafrica | 14 agosto 2016 Rio de Janeiro, Brasile | Olimpiadi 2016 |
| Record dei campionati | 43"18       | Michael Johnson Stati Uniti | 26 agosto 1999 Siviglia, Spagna        | Mondiali 1999  |

### Campioni in carica
I campioni in carica a livello mondiale e olimpico erano:
| Campione | Atleta                     | Prestazione | Data                               | Competizione         |
| -------- | -------------------------- | ----------- | ---------------------------------- | -------------------- |
| Olimpico | Steven Gardiner Bahamas    | 43"85       | 5 agosto 2021 Tokyo, Giappone      | Giochi olimpici 2021 |
| Mondiale | Michael Norman Stati Uniti | 44"29       | 22 luglio 2022 Eugene, Stati Uniti | Mondiali 2022        |

### La stagione
Prima di questa gara, gli atleti con le migliori tre prestazioni dell'anno erano:
| Pos. | Atleta                    | Prestazione | Data                                    |
| ---- | ------------------------- | ----------- | --------------------------------------- |
| 1    | Steven Gardiner Bahamas   | 43"74       | 18 luglio 2023 Székesfehérvár, Ungheria |
| 2    | Muzala Samukonga Zambia   | 43"91       | 29 aprile 2023 Gaborone, Botswana       |
| 3    | Rusheen McDonald Giamaica | 44"03       | 18 luglio 2023 Székesfehérvár, Ungheria |

## Risultati

### Batterie
I primi 3 di ogni batteria (Q) e i 6 tempi migliori tra gli esclusi (q) si qualificano alle semifinali.
| Pos. | Batteria | Atleta                    | Nazionalità       | Tempo | Note                          |
| ---- | -------- | ------------------------- | ----------------- | ----- | ----------------------------- |
| 1    | 3        | Håvard Bentdal Ingvaldsen | Norvegia          | 44"39 | Q                             |
| 2    | 2        | Wayde van Niekerk         | Sudafrica         | 44"57 | Q                             |
| 3    | 1        | Steven Gardiner           | Bahamas           | 44"65 | Q                             |
| 4    | 2        | Matthew Hudson-Smith      | Regno Unito       | 44"69 | Q                             |
| 5    | 6        | Bayapo Ndori              | Botswana          | 44"72 | Q                             |
| 6    | 5        | Antonio Watson            | Giamaica          | 44"77 | Q                             |
| 7    | 1        | Kentaro Sato              | Giappone          | 44"77 | Q                             |
| 8    | 2        | Liemarvin Bonevacia       | Paesi Bassi       | 44"78 | Q                             |
| 9    | 2        | Busang Kebinatshipi       | Botswana          | 44"80 | q                             |
| 10   | 1        | Attila Molnár             | Ungheria          | 44"84 | Q                             |
| 11   | 5        | Quincy Hall               | Stati Uniti       | 44"86 | Q                             |
| 12   | 3        | Vernon Norwood            | Stati Uniti       | 44"87 | Q                             |
| 13   | 1        | Zakithi Nene              | Sudafrica         | 44"88 | q                             |
| 14   | 4        | Kirani James              | Grenada           | 44"91 | Q                             |
| 15   | 6        | Alexander Doom            | Belgio            | 44"92 | Q                             |
| 16   | 4        | Fuga Sato                 | Giappone          | 44"97 | Q                             |
| 17   | 4        | Sean Bailey               | Giamaica          | 44"98 | Q                             |
| 18   | 1        | Michael Joseph            | Saint Lucia       | 45"04 | q                             |
| 19   | 6        | Zandrion Barnes           | Giamaica          | 45"05 | Q                             |
| 20   | 4        | Davide Re                 | Italia            | 45"07 | q                             |
| 21   | 5        | Yuki Joseph Nakajima      | Giappone          | 45"15 | Q                             |
| 22   | 3        | Jereem Richards           | Trinidad e Tobago | 45"15 | Q                             |
| 23   | 4        | Leungo Scotch             | Botswana          | 45"20 | q                             |
| 24   | 3        | Dylan Borlée              | Belgio            | 45"24 | q                             |
| 25   | 6        | Lucas Carvalho            | Brasile           | 45"34 |                               |
| 26   | 6        | Manuel Sanders            | Germania          | 45"34 |                               |
| 27   | 3        | Oleksandr Pohorilko       | Ucraina           | 45"37 |                               |
| 28   | 3        | João Coelho               | Portogallo        | 45"38 |                               |
| 29   | 2        | Elián Larregina           | Argentina         | 45"42 |                               |
| 30   | 5        | Lythe Pillay              | Sudafrica         | 45"58 |                               |
| 31   | 4        | Dubem Nwachukwu           | Nigeria           | 45"60 |                               |
| 32   | 4        | Gustav Lundholm Nielsen   | Danimarca         | 45"66 | Miglior prestazione personale |
| 33   | 5        | Lionel Spitz              | Svizzera          | 45"69 |                               |
| 34   | 1        | Aruna Dharshana           | Sri Lanka         | 45"70 |                               |
| 35   | 1        | Bonface Mweresa           | Kenya             | 45"91 |                               |
| 36   | 6        | Matěj Krsek               | Rep. Ceca         | 45"99 |                               |
| 37   | 3        | Jonathan Jones            | Barbados          | 46"03 |                               |
| 38   | 6        | Bryce Deadmon             | Stati Uniti       | 46"20 |                               |
| 39   | 5        | Karol Zalewski            | Polonia           | 46"53 |                               |
| 40   | 5        | Christopher O'Donnell     | Irlanda           | 46"76 |                               |
| 41   | 2        | Alonzo Russell            | Bahamas           | 46"95 |                               |
|      | 5        | Desean Anju L Boyce       | Barbados          | dnf   |                               |
|      | 2        | Anthony Zambrano          | Colombia          | dq    |                               |
|      | 4        | Carl Bengtström           | Svezia            | dq    |                               |
|      | 3        | Ricky Petrucciani         | Svizzera          | dns   |                               |

### Semifinali
I primi 2 di ogni semifinale (Q) e i 2 tempi migliori tra gli esclusi (q) si qualificano alla finale.
| Pos. | Batteria | Atleta                    | Nazionalità       | Tempo | Note                          |
| ---- | -------- | ------------------------- | ----------------- | ----- | ----------------------------- |
| 1    | 1        | Antonio Watson            | Giamaica          | 44"13 | Q                             |
| 2    | 1        | Vernon Norwood            | Stati Uniti       | 44"26 | Q                             |
| 3    | 2        | Matthew Hudson-Smith      | Regno Unito       | 44"26 | Q                             |
| 4    | 3        | Quincy Hall               | Stati Uniti       | 44"43 | Q                             |
| 5    | 2        | Kirani James              | Grenada           | 44"58 | Q                             |
| 6    | 1        | Wayde van Niekerk         | Sudafrica         | 44"65 | q                             |
| 7    | 2        | Håvard Bentdal Ingvaldsen | Norvegia          | 45"70 | q                             |
| 8    | 1        | Jereem Richards           | Trinidad e Tobago | 44"76 |                               |
| 9    | 2        | Fuga Sato                 | Giappone          | 44"88 | Miglior prestazione personale |
| 10   | 3        | Sean Bailey               | Giamaica          | 44"94 | Q                             |
| 11   | 1        | Kentaro Sato              | Giappone          | 44"99 |                               |
| 12   | 2        | Attila Molnár             | Ungheria          | 45"02 |                               |
| 13   | 3        | Yuki Joseph Nakajima      | Giappone          | 45"04 | Miglior prestazione personale |
| 14   | 2        | Liemarvin Bonevacia       | Paesi Bassi       | 45"23 |                               |
| 15   | 3        | Davide Re                 | Italia            | 45"29 |                               |
| 16   | 2        | Zandrion Barnes           | Giamaica          | 45"38 |                               |
| 17   | 1        | Michael Joseph            | Saint Lucia       | 45"50 |                               |
| 18   | 3        | Alexander Doom            | Belgio            | 45"57 |                               |
| 19   | 2        | Dylan Borlée              | Belgio            | 45"59 |                               |
| 20   | 3        | Zakithi Nene              | Sudafrica         | 45"64 |                               |
| 21   | 1        | Leungo Scotch             | Botswana          | 45"96 |                               |
| 22   | 2        | Busang Kebinatshipi       | Botswana          | 46"34 |                               |
|      | 3        | Steven Gardiner           | Bahamas           | dnf   |                               |
|      | 3        | Bayapo Ndori              | Botswana          | dnf   |                               |

### Finale
| Pos.    | Atleta                    | Nazionalità | Tempo | Note                          |
| ------- | ------------------------- | ----------- | ----- | ----------------------------- |
| Oro     | Antonio Watson            | Giamaica    | 44"22 |                               |
| Argento | Matthew Hudson-Smith      | Regno Unito | 44"31 |                               |
| Bronzo  | Quincy Hall               | Stati Uniti | 44"37 | Miglior prestazione personale |
| 4       | Vernon Norwood            | Stati Uniti | 44"39 |                               |
| 5       | Sean Bailey               | Giamaica    | 44"96 |                               |
| 6       | Håvard Bentdal Ingvaldsen | Norvegia    | 45"08 |                               |
| 7       | Wayde van Niekerk         | Sudafrica   | 45"11 |                               |
|         | Kirani James              | Grenada     | dq    |                               |